# Sant’Ambrogio di Valpolicella
Sant'Ambrogio di Valpolicella (velenceiül Sant'Anbroxio de Valpołexeła) település Olaszországban, Veneto régióban, Verona megyében. Lakosainak száma 11 846 fő (2023. január 1.). Sant’Ambrogio di Valpolicella Cavaion Veronese, Dolcè, Fumane, Pastrengo, Pescantina, Rivoli Veronese és San Pietro in Cariano községekkel határos.

## Népesség
A település népességének változása:
| Lakosok száma | 11 758 | 11 818 | 11 846 |
|               | 2017   | 2018   | 2023   |